# Carl Fingerhuth

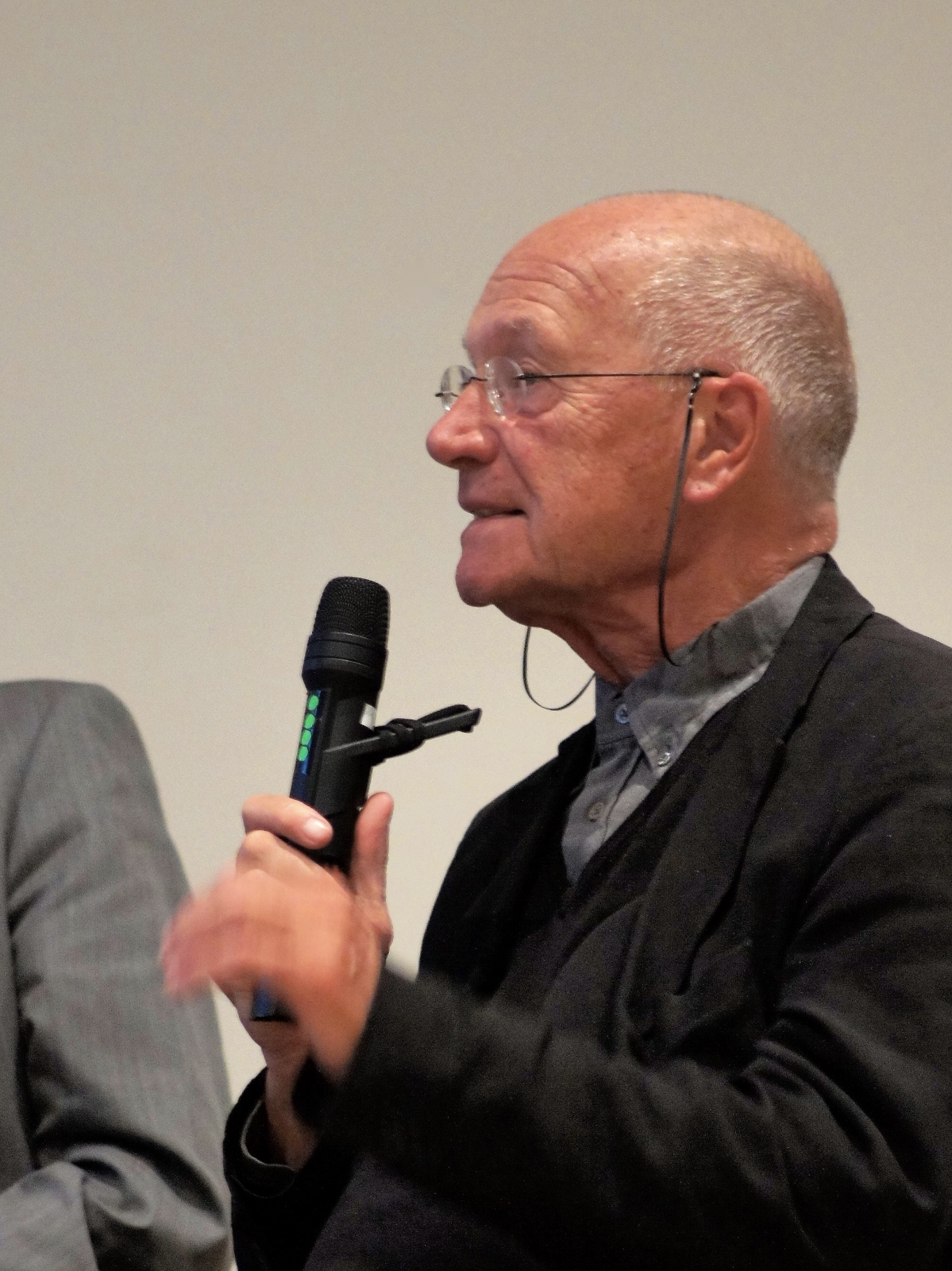
Carl Fingerhuth bei einer Podiumsdiskussion in Konstanz am 13. Oktober 2010

Carl Jakob Heinrich Fingerhuth (* 14. März 1936 in Zürich; † 15. November 2021 in Zollikon) war ein Schweizer Architekt, Stadtplaner und Publizist. Er war von 1978 bis 1992 Basler Kantonbaumeister.

## Leben
Carl Fingerhuth studierte an der ETH Zürich Architektur. Nach dem Diplom 1960 ging er nach Ägypten, wo er am Schweizerischen Institut für Ägyptische Bauforschung und Altertumskunde in Kairo arbeitete. Danach war er zwei Jahre in Zürich angestellt, bevor er dort 1964 sein eigenes Büro für Raumplanung und Städtebau eröffnete. Bis zu seiner Wahl zum Kantonsbaumeister von Basel 1978 entwickelte er Projekte in der Schweiz, in Frankreich, Nigeria, Österreich und Spanien, unter anderem 1974–79 die Hauptstadtplanung des nigerianischen Bundesstaates Imo in Owerri.
1979 als Nachfolger des Basler Kantonsbaumeisters Hans Luder gewählt, hatte Fingerhuth wesentlichen Anteil daran, dass die "Staatliche Heimatschutzkommission", die zum Ziel hatte "bestehende Heimatbilder vor frevelnden Eingriffen zu schützen" 1980 in "Stadtbildkommission" umbenannt wurde. In dieser Kommission, weder politisches Gremium noch interne Arbeitsgruppe von Beamten, hatte auch der Denkmalschutz eine Stimme. Sie war, als ehrenamtliches Gremium, eines der Vorbilder für deutsche Gestaltungsbeiräte, hatte jedoch gegenüber der Baubewilligungsbehörde nicht nur eine beratende, sondern auch eine bindende Funktion.

Fingerhuth wurde in zahlreiche nationale und internationale, Wettbewerbsjurys geladen. Nach seinem Engagement im politischen Amt nahm er 1992 seine Planungs- und Beratertätigkeit in städtebaulichen Projekten wieder auf und trat, neben seiner Gutachter- und Jurytätigkeit, auch vermehrt als Publizist auf, der u. a. die Entwicklung der Schweiz kritisch begleitete.

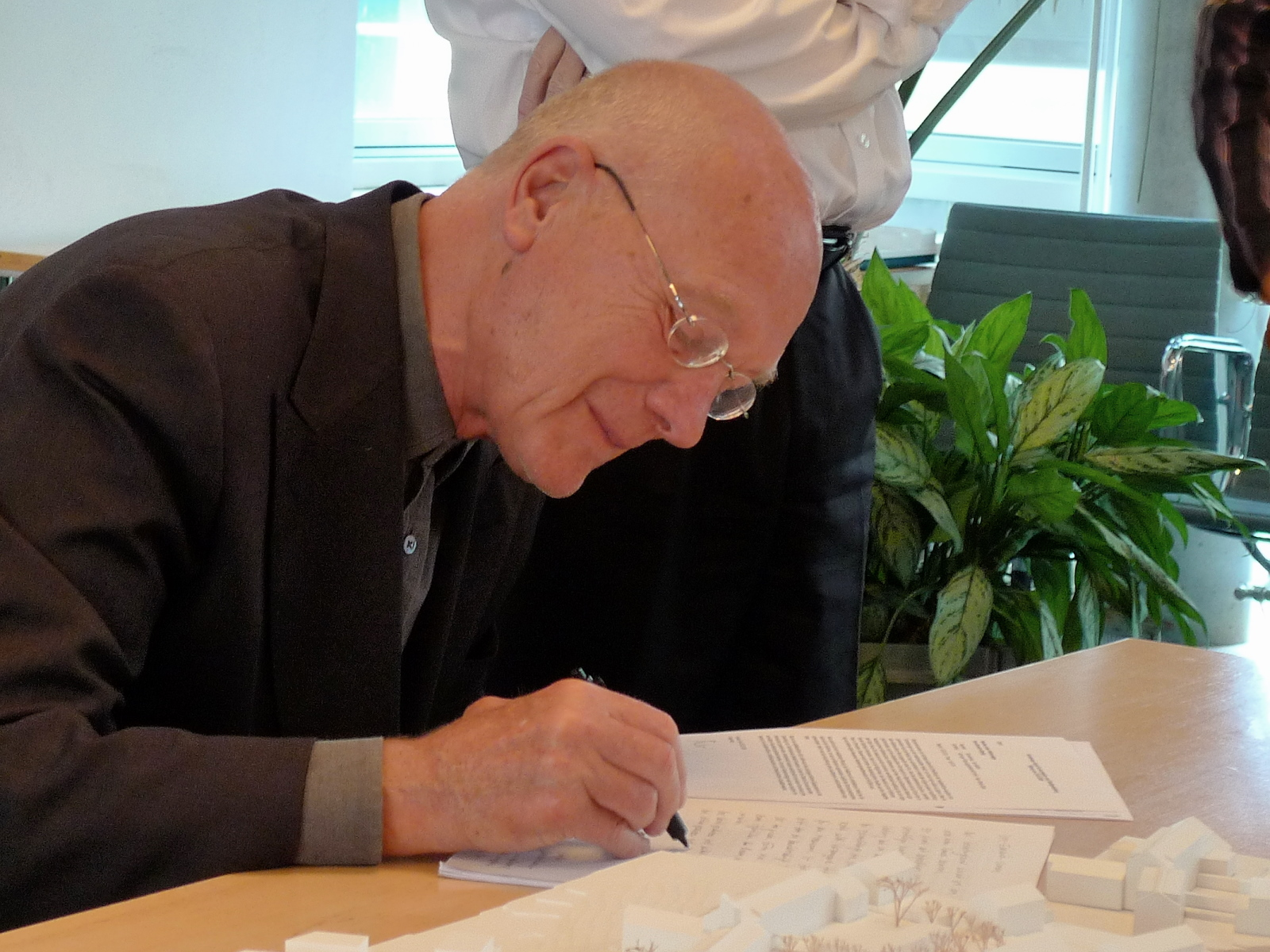
Carl Fingerhuth im Konstanzer Gestaltungsbeirat am 13. Mai 2009

Entscheidenden Einfluss auf den Städtebau im deutschsprachigen Raum hatte er auch durch Vorträge und seine Mitwirkung in Planungs-Gestaltungsbeiräten, u. a. in Salzburg, Konstanz, Mannheim, Mainz, Karlsruhe, Kempten, Regensburg, München, Bremen, Berlin und Halle, in denen er oft den Vorsitz innehatte.
Carl Fingerhut hinterlässt vier Kinder und fünf Enkelkinder.

### Lehrtätigkeit
Fingerhuth war 1981 und 1986 Gastprofessor an der Virginia Polytechnic Institute and State University. Ab 1988 war er für sechs Jahre Lehrbeauftragter an der Eidgenössischen Technischen Hochschule Zürich. In den Jahren 1993 und 1994 war er an der Universität Strassburg, 1995/96 und von 1998 bis 2001 lehrte er als Vertreter der Professur für Entwerfen, Städtebau und Siedlungswesen an der TU Darmstadt (seither dort Honorarprofessor) und 2005 bis 2007 an der Universität Genua. Daneben nahm er Lehraufträge an der ETH Zürich und der Universität Genf wahr. Zwischen 2014 und 2016 hatte er einen Lehrauftrag an der Libera Universita della Santa Maria Assunta (LUMSA) in Rom.

### Mitgliedschaften
- Bund Deutscher Architekten
- ab 1974: Bund Schweizer Architekten
- Schweizerischer Ingenieur- und Architektenverein
- Deutsche Akademie für Städtebau

## Basel

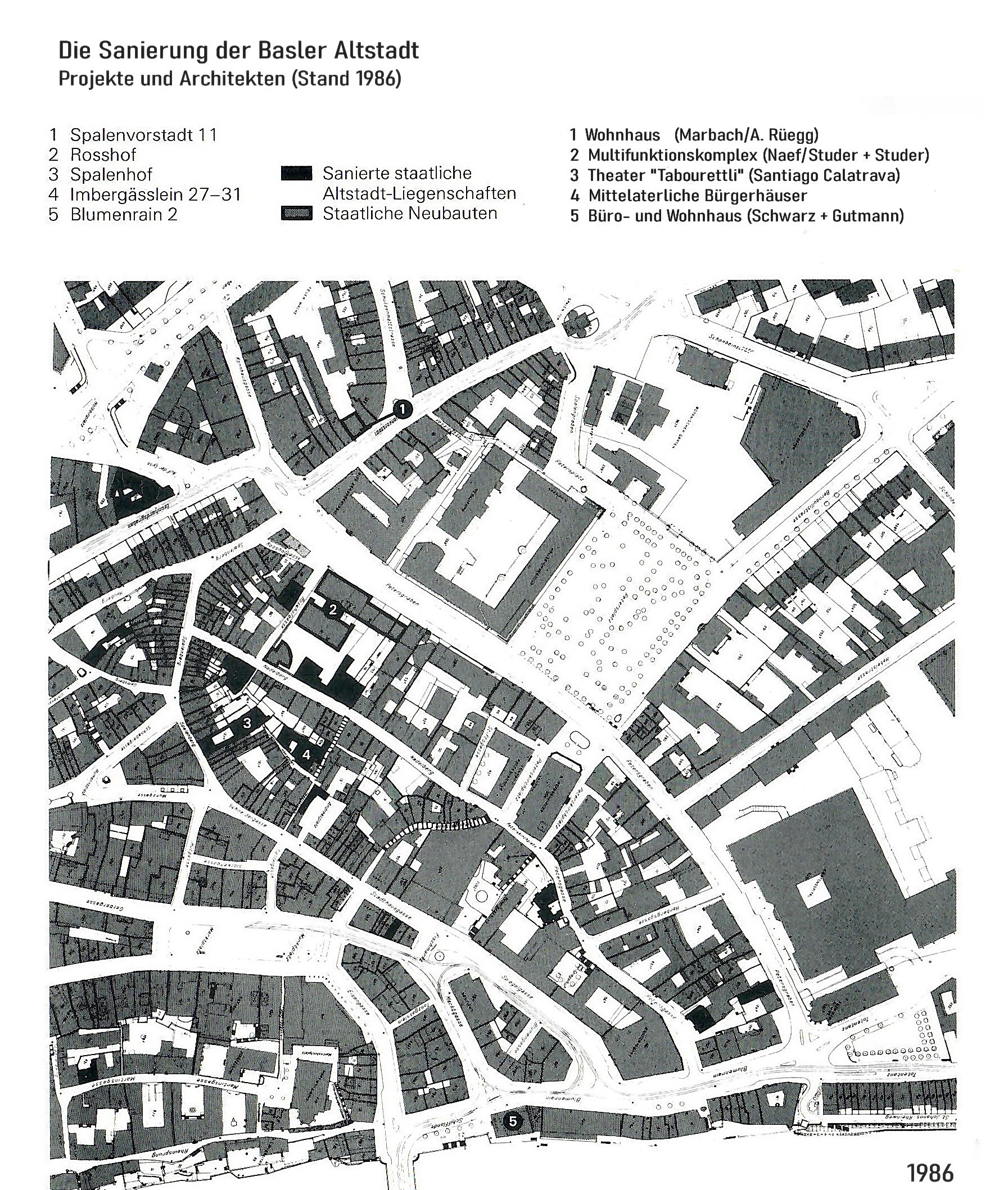
Teil der Basler Altstadt, Stand 1986

Als Fingerhuth 1979 zum Kantonsbaumeister von Basel gewählt wurde, war er damit zuständig für die Transformation des Raumes in einer Stadt, die er als zweitausend Jahre altes, dynamisches, komplexes und widersprüchliches Gefüge betrachtete, in dem es bei allen Vorhaben zwischen Erneuerung und Kontinuität abzuwägen gelte. Fingerhuth liess sich auf diesen Prozess ein, führte in Basel die Praxis der Public-private-Partnership ein und verlangte von der öffentlichen Hand wie von privaten Investoren, Verantwortung für das kulturelle Erbe zu übernehmen.
Zwischen 1978 und 1992 verstand er sich als Bauherrenvertreter, dessen Aufgabe auch in der Kultur- und Nachwuchsförderung bestand, indem er offene Bauwettbewerbe ausschrieb bzw. auch bei privaten Bauherren propagierte. Auf diese Weise konnten viele junge Büros früh verantwortliche Projekte erringen.
Exemplarisch für das jahrzehntelange Engagement von Carl Fingerhuth als "Handlungsreisender" in Sachen Architekturkultur und Stadtbaukunst stand am Anfang seiner Tätigkeit als Kantonsbaumeister das innerstädtische Rosshof-Areal, und in Folge die Sanierung der Basler Altstadt mit Projekten von Herzog & de Meuron, Santiago Calatrava, Diener & Diener Architekten, Rolf Keller, Michael Alder, sowie Ueli Marbach und Arthur Rüegg.
Fast ein Vierteljahrhundert nachdem das Buch Bauten für Basel mit der deutlichen, aber kontextuell schonenden Städtebaustrategie des damaligen Kantonsbaumeister Fingerhuth erschienen war, sah er sich gezwungen, das Basler Megaprojekt, den Roche-Turm 1, seiner ehemaligen "Schützlinge" Herzog & de Meuron, als "stadträumlichen Verlust für Basel" zu kritisieren. "Der Rocheturm ist viel zu monumental", sagte er im SRF im Dezember 2012 (s. unter Weblinks) und wetterte im darauffolgenden Januar in der NZZ: "Es handelt sich um die gewalttätigste und respektloseste Architektur, die bis jetzt in der Schweiz gebaut wurde."
Auch nach Bekanntwerden der Planung für den Roche-Turm 2, Ende 2014, blieb er dabei: Die städtebauliche Situation wird noch verschlimmert... Die Stellung eines solchen Akzents so nah an der Altstadt finde ich grundsätzlich falsch. Er schadet dem Stadtbild. Basel verliert damit seine einmalige Identität mit der Pfalz und der Altstadt direkt am Rheinufer. Darin besteht die wesentliche Stärke von Basel.
Anfang 2020 blickt Jaques Herzog zurück: Carl (Fingerhuth) hat grosse Verdienste bei der Förderung der damals jungen Architektengeneration... Wir profitierten insbesondere davon, dass er kleine Wettbewerbe organisierte für Junge. Dafür suchte er neue und ungewohnte Orte. Baulücken und Hinterhöfe etwa...Carl war charismatisch und engagiert.. und erläutert weiter: Ich schätzte stets sein Engagement für die Stadt der tradierten Bauformen und Bautypologien: Randbebauung, Hof, Höhenbeschränkung, Proportionen und Materialisierung... Seine Sicht auf die Stadt der Gegenwart ist aber zu begrenzt – wie man am Beispiel Nauenstrasse erkennen kann – weil sie den grossen Massstab, den Massstabssprung und die Entwicklung in der Vertikalen ausblenden möchte. Er misst Basel noch heute an der Komposition der historischen Stadt mit dem Münsterhügel als alles dominierende Silhouette. Die historische Stadt ist ein Zentrum, aber nicht das alleinige Zentrum. Die heutige Stadt ist voller Widersprüche und Gegensätze. Basel wird zunehmend eine heterotopische und polyzentrische Stadt.
Die Auseinandersetzung um die Roche-Türme, in der Fingerhuth in seinem letzten Lebensjahrzehnt eindeutig Position bezog ("...ist ein Präjudiz für die gesamte Schweizer Baukultur"), und die Intransparenz eines Planungsprozesses für "einen Turm der am Ende jeden Bürger der Stadt betrifft" (Hubertus Adam, Architekturkritiker und Leiter des Schweizerischen Architekturmuseums in Basel) wurde umfänglich durch die Redaktion der Basler TagesWoche dokumentiert
Ende Januar 2020 wurde die Stadtbildkommission als Oberbaubehörde durch den Grossen Rat der Stadt Basel "entmachtet"
und Mitte 2020 ging, nach änfänglichen Überlegungen drei weitere, niedrigere Gebäude zu errichten, der dritte Roche-Turm in Planung

## Bauten

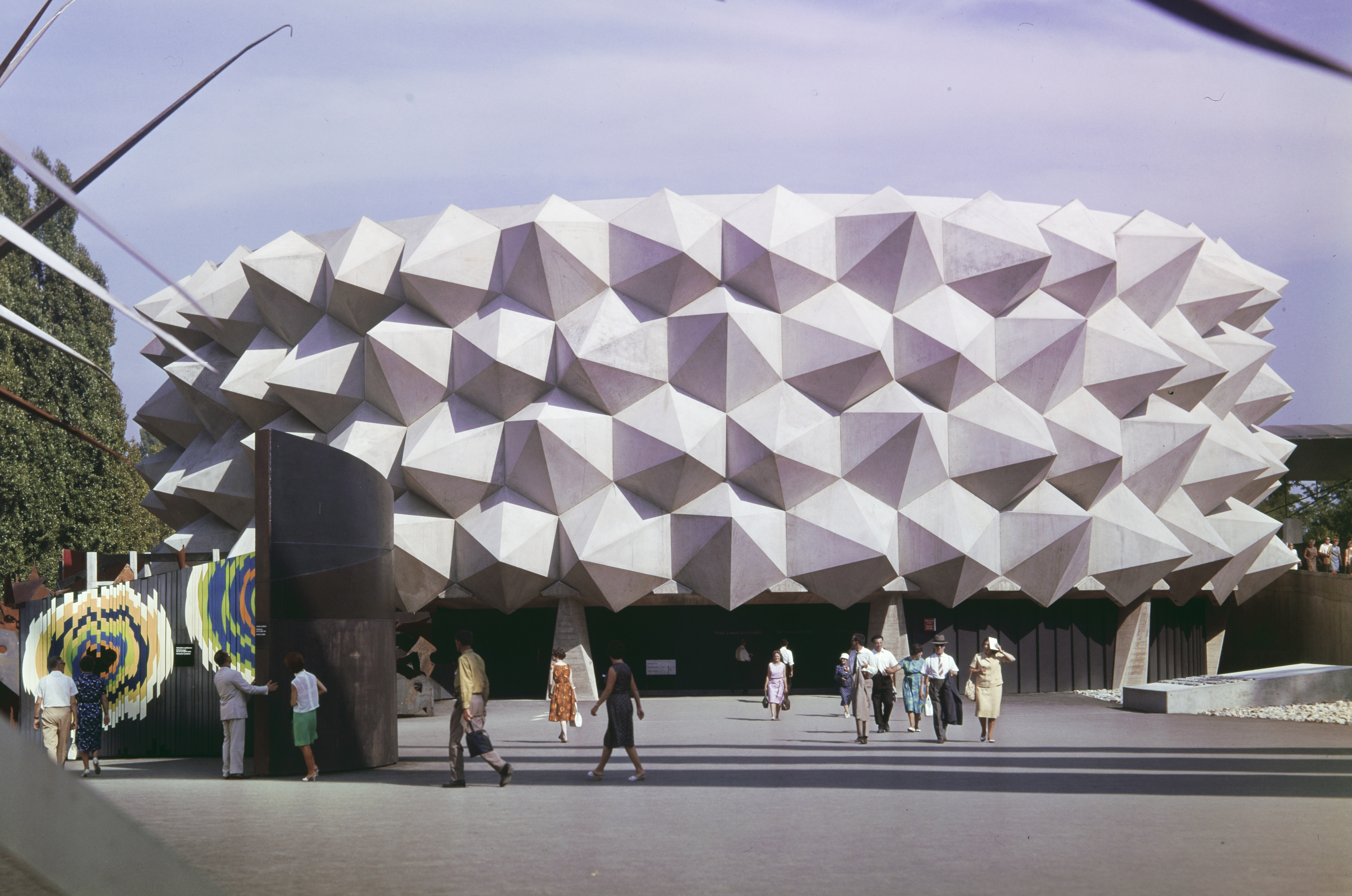
Pavillon "Wehrhafte Schweiz"

- 1964: Pavillon der Schweizer Armee an der Expo 64 zum Thema "Wehrhafte Schweiz", Lausanne
- 1973–1978: Hauptstadt von Imo State, Nigeria

## Filmografie
- GP Carl Fingerhuth Stadtplanung und Nachhaltigkeit youtube.com
- GP Carl Fingerhuth Stadtplanung und Nachhaltigkeit Teil2 youtube.com

## Vorträge (Auswahl)
- Die Stadt jenseits der Moderne, Aalener Rathaus[33]
- Stadt sucht Identität : Baukultur jenseits der Moderne, Badische Zeitung[34]